# Otto Schülke

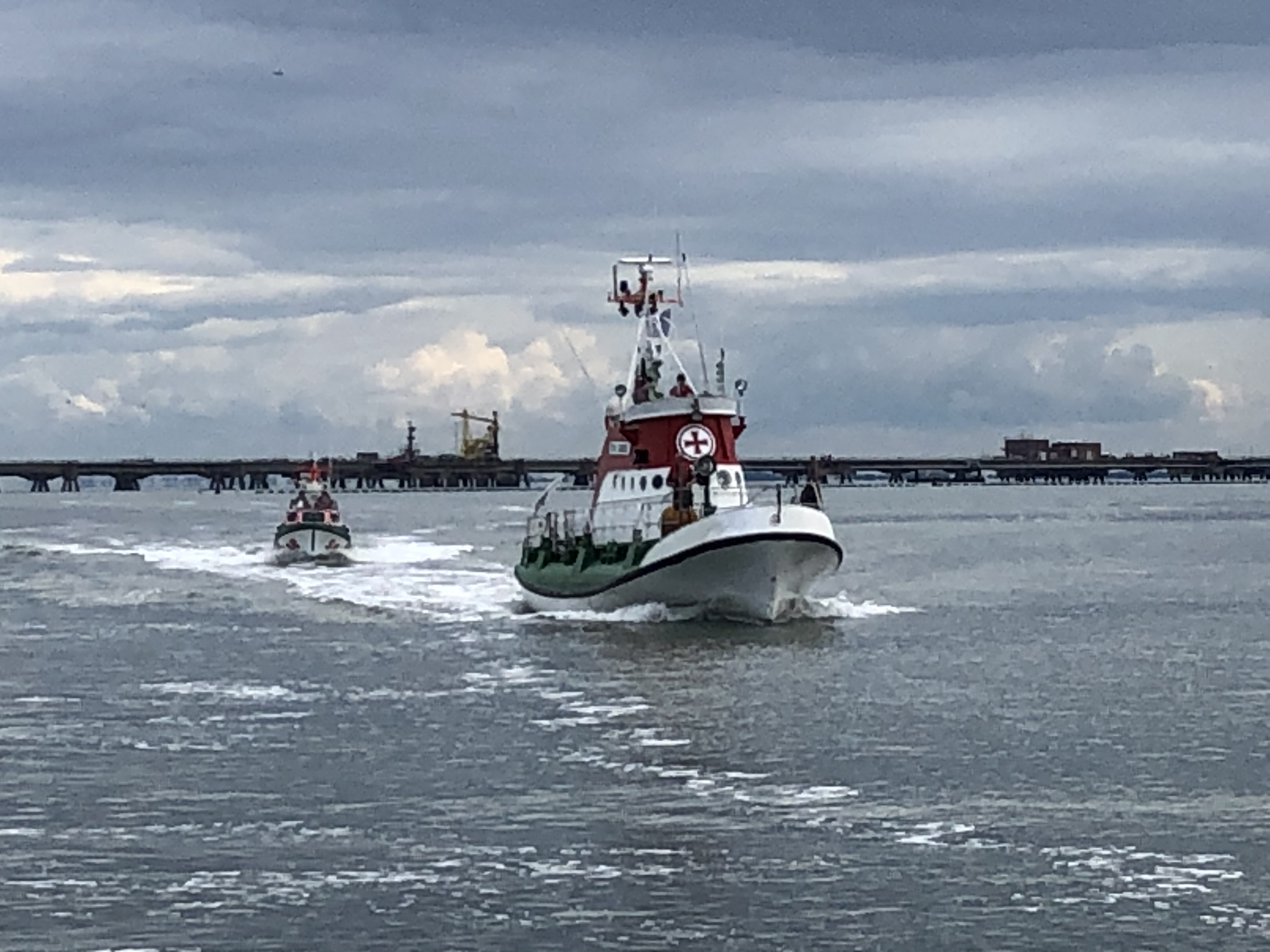
Der Museumskreuzer Otto Schülke läuft am 31. August 2020 in den Hafen von Hooksiel ein.

Die Otto Schülke war ein Seenotrettungskreuzer der Deutschen Gesellschaft zur Rettung Schiffbrüchiger (DGzRS) der 19-m-Klasse, der 1969 von der Schweers-Werft in Bardenfleth unter der Werft-Nr. 6407 erbaut wurde. Die DGzRS-interne Bezeichnung lautete KRS 02.
Das Tochterboot Johann-Fidi hatte die interne Bezeichnung KRT 02.
Die Otto Schülke war der erste serienmäßig aus Vollaluminium gebaute Seenotrettungskreuzer der DGzRS und wurde am 11. Juni 1969 von Wilhelmine Lübke, der Gattin des Bundespräsidenten Heinrich Lübke, am Bremer Martini-Anleger getauft.

## Namensgebung
Der Kreuzer wurde nach einem Besatzungsmitglied des Seenotkreuzers Adolph Bermpohl benannt, der bei einem schweren Unglück im Februar 1967 ums Leben gekommen war.
Das Tochterboot erhielt den Spitznamen (Johann-Fidi) des Vormannes (Kapitäns) Johann Friedrich Rass von der Insel Norderney, aus dessen Familie in der Vergangenheit insgesamt drei Generationen Vormänner hervorgegangen waren.

## Stationierung
Von Juni 1969 bis zu ihrer Außerdienststellung bei der DGzRS im April 1997 war die Otto Schülke auf der Insel Norderney stationiert.

## Vorleute (Kapitäne)
Ihre Vorleute (Kapitäne) waren von 1969 bis 1987 Johann Friedrich Rass (III), von 1987 bis 1992 Ihno Meyenburg und von 1992 bis zur Außerdienststellung 1997 Peter Sass.

## Einsätze
Die Otto Schülke operierte in den besonders anspruchsvollen und gefährlichen Wattgewässern rund um die Insel Norderney und war an zwei der spektakulärsten Rettungsaktionen der DGzRS beteiligt. Am 20. August 1990 wurde der Rettungsmann Dieter Steffens im Orkan von Bord des Seenotrettungskreuzers Vormann Steffens gespült und trieb 45 Minuten in der kochenden See, bis ihn ein Mannschaftsmitglied der Otto Schülke entdeckte und er an Bord genommen werden konnte.
Im Januar 1995 geriet der Borkumer Seenotrettungskreuzer Alfried Krupp in einem Orkan selbst in Seenot, wobei Vormann Bernhard Gruben und Maschinist Theo Fischer über Bord gespült wurden. Der Mannschaft der Otto Schülke gelang es, eine Leinenverbindung zu dem havarierten Kreuzer herzustellen und ihn aus der Gefahrenzone herauszuschleppen, so dass die beiden an Bord verbliebenen Besatzungsmitglieder gerettet werden konnten.

## Unglücksfall Cassen Knigge
Am 26. Februar 1990 verunglückte der Norderneyer Rettungsmann Cassen Knigge an Bord tödlich, als ihn beim Einlaufen in den Hafen von Norddeich der Schlepphaken der Otto Schülke am Kopf traf. 1993 benannte die DGzRS das Seenotrettungsboot Cassen Knigge nach ihm.

## Verbleib
Im Mai 1997 wurde der Kreuzer gemeinsam mit seinem Schwesterschiff G. Kuchenbecker an den isländischen Seenotrettungsdienst verkauft und fuhr dort unter dem Namen Gunnar Fridriksson, das Tochterboot zunächst unter dem Namen Stefan Eggertson. Bald wurde das Tochterboot jedoch von Bord gegeben und durch ein schnelles Schlauchboot ersetzt.
Im Jahre 2000 erfolgte ein Weiterverkauf an ein Bergungsunternehmen in Island, 2001 kam das Boot dann nach Norwegen, wo es von einer Baufirma als Versorgungsfahrzeug eingesetzt wurde, später als Wohnschiff diente und schließlich an Land gesetzt wurde.

## Rückkehr nach Deutschland
2019 kaufte der gemeinnützige Verein „Museumskreuzer Otto Schülke Norderney“ nach einer erfolgreichen Crowdfunding-Kampagne das Schiff, und rettete es so vor dem Abwracken. Im September 2019 erfolgte die Rückkehr als Decksfracht eines Stückgutfrachters nach Bremerhaven, anschließend wurde der Kreuzer von den Ehrenamtlichen des Vereins in Bremerhaven technisch überholt. Im Sommer 2020 wurde die Otto Schülke in Bremerhaven wieder in Wasser gesetzt und lief aus eigener Kraft nach Hooksiel, wo sie auf einer Werft optisch aufbereitet wurde, um als Museumskreuzer auf Norderney ausgestellt zu werden. Im Dezember 2020 wurde die Entscheidung getroffen, den Kreuzer als schwimmendes Museumsschiff im Wasser zu belassen.
Am 31. Juli 2021 legte die Otto Schülke gegen 8 Uhr in Hooksiel ab, mit Ziel Heimathafen Norderney. Begleitet wurde sie von Hooksiel aus von ihrem noch im Dienst befindlichen Nachfolgeschiff Bernhard Gruben. Während der Fahrt gesellten sich mehrere aktive Seenotrettungskreuzer wie die Hamburg von Borkum und Eugen von Norderney sowie die gleichfalls aktiven Seenotrettungsboote Elli Hoffmann-Röser von Baltrum, Hans Dittmer von Juist und Otto Diersch aus Norddeich hinzu. Um kurz nach 14 Uhr traf die Otto Schülke im alten und jetzt neuem Heimathafen Norderney ein und machte am Anleger neben der Eugen fest, bis ihr zukünftiger „Museumsanleger“ fertig gestellt ist.

## Bücher
Im Dezember 2020 erschien das Buch „Seenotrettungskreuzer Otto Schülke – Ein Museumsschiff für Norderney“ von Björn Herrmann und Manuel Miserok, das beim Verein „Museumskreuzer Otto Schülke Norderney“ bezogen werden kann und dessen Erlös zu 100 % dem Erhalt des Kreuzers zugutekommt.
Im Juni 2023 erschien der Kriminalroman „Wer stirbt schon gern auf Norderney“ von Joachim H. Peters, der die Geschichte der Otto Schülke mit einer fiktiven Handlung verwebt. Der Museumskreuzer ist auf dem Cover abgebildet.

## Schwesterschiffe
- H.-J. Kratschke
- Hans Lüken
- G. Kuchenbecker